# Municipio de Belmont (condado de Phillips)
El municipio de Belmont (en inglés: Belmont Township) es un municipio ubicado en el condado de Phillips en el estado estadounidense de Kansas. En el año 2010 tenía una población de 90 habitantes y una densidad poblacional de 0,97 personas por km².

## Geografía
El municipio de Belmont se encuentra ubicado en las coordenadas 39°41′52″N 99°27′34″O / 39.69778, -99.45944. Según la Oficina del Censo de los Estados Unidos, el municipio tiene una superficie total de 93.16 km², de la cual 93,16 km² corresponden a tierra firme y (0 %) 0 km² es agua.

## Demografía
Según el censo de 2010, había 90 personas residiendo en el municipio de Belmont. La densidad de población era de 0,97 hab./km². De los 90 habitantes, el municipio de Belmont estaba compuesto por el 94,44 % blancos, el 3,33 % eran de otras razas y el 2,22 % eran de una mezcla de razas. Del total de la población el 7,78 % eran hispanos o latinos de cualquier raza.